# Víkingur
Víkingur Gøta, známý jako Víkingur, je faerský fotbalový klub z města Leirvík, byť hraje na stadionu v nedaleké obci Norðragøta. Účastní se nejvyšší ligové soutěže Faerských ostrovů.
Klub vznikl v roce 2008 sloučením GÍ Gøta a Leirvík ÍF. Dvakrát vyhrál mistrovský titul (2016, 2017), šestkrát faerský pohár. K jeho největším úspěchům patří vyřazení norského klubu Tromsø IL z 2. předkola Evropské ligy 2014–15.
Zúčastnil se Ligy mistrů, kde vypadl v předkolech.

## Úspěchy
Betrideildin Faerských ostrovů:
(2×)
2016, 2017
Pohár Faerských ostrovů:
(6×)
2009, 2012, 2013, 2014, 2015, 2022
Superpohár Faerských ostrovů:
(5×)
2014, 2015, 2016, 2017, 2018